# Naval Inactive Ship Maintenance Facility

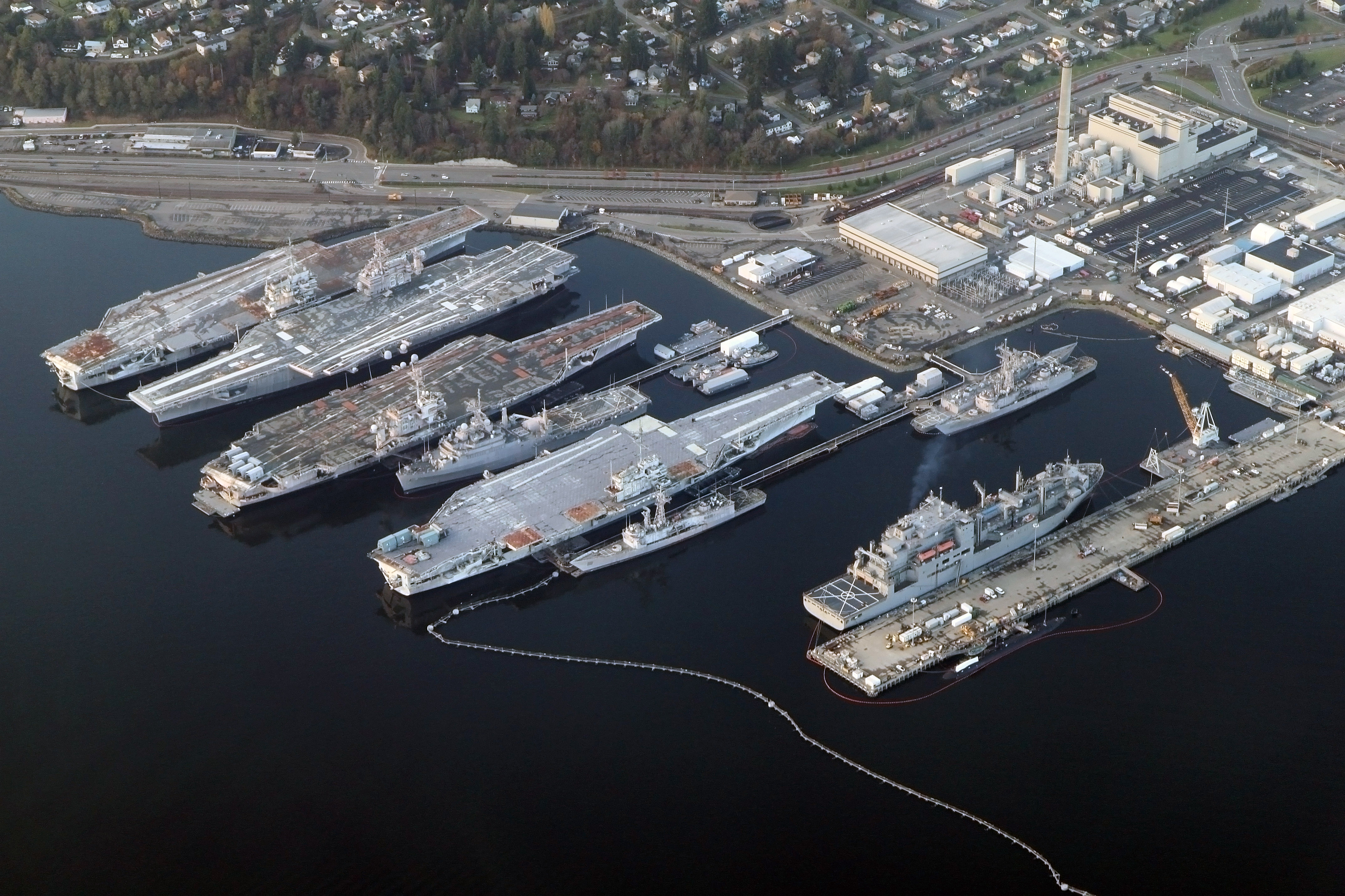
Porte-avions entreposés au NISMF à Bremerton, en 2012. De gauche à droite,,,,.

Une Naval Inactive Ship Maintenance Facility (NISMF) (en anglais : installation navale de maintenance des navires inactifs) est une installation appartenant à la marine des États-Unis en tant qu'installation d'attente pour les navires déclassés, en attendant la détermination de leur sort final. Tous les navires de ces installations sont inactifs, mais certains sont toujours inscrits au Naval Vessel Register (NVR), tandis que d'autres ont été rayés de ce registre.

## Description
Les navires qui sont enregistrés au NVR sont éliminés par plusieurs moyens, notamment le transfert par vente à une marine militaire à l'étranger, le don de navires en tant que musée ou mémorial, le démantèlement et le recyclage, le récif artificiel ou l'utilisation comme navire cible. D'autres sont des actifs en rétention pour une éventuelle réactivation future, qui sont mis en place pour une conservation à long terme et sont maintenus avec un minimum d'entretien (contrôle de l'humidité, contrôle de la corrosion, surveillance des inondations et incendies) s'ils doivent être rappelés en service actif.
L'United States Navy a réduit le nombre de navires inactifs, qui étaient au nombre de 195 en 1997, mais étaient tombés à 49 à la fin de 2014.
Il y a trois NISMF :
- Bremerton ;
- Pearl Harbor ;
- Philadelphia Naval Shipyard.

De plus, des parties du chantier naval de Norfolk et du chantier naval de Puget Sound sont destinées au stockage de navires inactifs à propulsion nucléaire.
Les installations inactives des navires dans la baie de Suisun, la rivière James et Beaumont (Texas), sont détenues et exploitées par l'Administration maritime sous la direction du Département des Transports des États-Unis.